# Бахшян, Анаит Нерсесовна
Анаит Нерсесовна Бахшян (арм. Անահիտ Ներսեսի Բախշյան, 20 сентября 1947, Ереван) — депутат Национального собрания Армении (2007 — 2012), вдова убитого вице-спикера Юрия Бахшяна.

## Биография
- 1965—1970 — факультет физики Ереванского государственного университета.
- 1972—1981 — учительница физики в Ереванской школе №103.
- 1981—1989 — методист отдела народного образования Шаумянского района (г. Ереван).
- 1989—1998 — заместитель директора школы N 162 имени Сиаманто.
- 1999—2007 — директор школы N 27 им. Д.Демирчяна.
- 2007—2012 — депутат Национального собрания Армении. Член партии «Наследие».